# Гарданов, Валентин Константинович
Валентин Константинович (Батраз Амурханович) Гарданов (осет. Гарданты Батрадз Амырханы фырт; 25 мая 1908, Христиановское — 31 марта 1989, Москва) — советский осетинский историк, этнограф, кавказовед и музеевед, доктор исторических наук, профессор Московского государственного университета, заведующий Кавказским отделом Музея народов СССР (1931—1938), заведующий сектором Кавказа Института этнографии имени Н. Н. Миклухо-Маклая АН СССР (1961—1985).

## Биография
Родился 25 мая 1908 года в селе Христиановском в Терской области (ныне город Дигора в Северной Осетии). Имя при крещении — Валентин, осетинское имя для родных и близких — Батраз. Семья принадлежала к прогрессивному слою осетинской интеллигенции. Отец — Константин Соломонович (Амурхан Цариевич) Гарданов, врач, а также собиратель нартовских и исторических сказаний и лингвист, его дядя Михаил Кайтукович Гарданов — просветитель, этнограф и общественный деятель, двоюродный дядя Борис Брекович Гарданов — профессор исторического факультета Северо-Осетинского государственного педагогического института.
В детстве жил с семьёй в Христиановском, в Ардоне, в Пятигорске, в Крыму и, с 1919 года, во Владикавказе, где окончил среднюю школу.
В 1925—1929 годах обучался на общественно-экономическом отделении педагогического факультета Второго Московского государственного университета (ныне Московский педагогический государственный университет, МГПУ) по специальности «история». В 1929—1930 годах преподавал в Воронежском университете и возглавлял исторический отдел областного краеведческого музея и областной исторический архив. В 1930 году был приглашён на должность доцента кафедры истории СССР Московского государственного педагогического института (ныне МГПУ).
В 1931—1934 годах проходил аспирантуру Института этнических и национальных культур народов Востока (позднее Институт языка и письменности народов СССР) по специальности «история народов Кавказа». Научные руководители — сначала Н. Я. Марр, а затем А. Г. Иоаннисян. В 1935 году получил учёную степень кандидата исторических наук без защиты диссертации.
В 1931—1938 или 1934—1946 годах являлся заведующим Кавказским отделом Музея народов СССР в Москве. В это время совершал этнографические экспедиции в Кабардино-Балкарию. В 1933—1936 годах работал в Институте национальностей СССР, в 1934—1937 годах — в Московском отделении Государственной академии истории материальной культуры, в 1937—1938 годах — в Институте истории АН СССР. В 1936—1937 годах принял участие в составлении «Краткого курса истории СССР» — первого школьного учебника по истории СССР, в котором были разделы по истории народов Кавказа, им же и написанные. С 1939 года являлся профессором Московского института философии, литературы и истории (ИФЛИ), после его включения в состав Московского государственного университета (МГУ) в 1941 году — профессором МГУ.
В 1930-х и 1940-х годах шли сталинские репрессии: в 1931 году был арестован отец Гарданова, но освобождён после вмешательства его близкого друга Д. И. Ульянова; в 1937 году был арестован и провёл 6 лет в заключении бывший научный руководитель Гарданова А. Г. Иоаннисян; в 1938 году был арестован и расстрелян двоюродный дядя Гарданова профессор Б. Б. Гарданов; в 1949 году был арестован земляк и старший товарищ Гарданова историк-кавказовед Г. А. Кокиев. К концу 1930-х годов Гарданов подготовил докторскую диссертацию по Кавказской войне, но в такой обстановке отказался от её защиты.
Во время Второй мировой войны, до 1944 года Гарданов находился в эвакуации в Ашхабаде. В 1946—1957 годах Гарданов являлся научным сотрудником НИИ музееведения (сейчас Российский институт культурологии). Входил в Учёный совет Музея антропологии и этнографии (Кунсткамеры). В 1958—1989 годах работал в Институте этнографии имени Н. Н. Миклухо-Маклая АН СССР, сначала старшим научным сотрудником, а в 1961—1985 годах — заведующим сектором народов Кавказа. В 1967 году защитил диссертацию «Общественный строй адыгских народов (XVIII — первая половина XIX в.)» и получил учёную степень доктора исторических наук.
Умер 31 марта 1989 года в Москве.

## Научная деятельность
Область научной деятельности — этномузееведение; история и этнография народов Северного и Южного Кавказа; история и общественный строй народов Северного Кавказа.
В музееведческий период занимался теорией собирательской деятельности музеев, исследованиями экспозиций историко-археологических материалов и историей советского музейного строительства. Под его редакцией был издан труд «Основы советского музееведения».
В кавказоведческий период исследовал в первую очередь социально-экономическую историю региона, общественный строй и быт местных народов и горский феодализм. На примере адыгов показал, что экономической основой развития феодализма было сочетание земледелия и скотоводства. Описывал институты горского общественного быта: гостеприимство, куначество и аталычество. Также писал работы по этногенезу и древней истории Кавказа, обычному праву кавказских горцев, истории Кавказа XVIII—XIX веков и истории социалистического строительства.
Являлся автором 87 работ, включая 5 монографий. Являлся научным редактором и одним из авторов второго тома фундаментального двухтомника «Народы Кавказа» (1960—1962), вышедшего в серии «Народы мира». В 1969—1989 годах являлся редактором IV—IX томов «Кавказского этнографического сборника». Являлся членом редколлегии и одним из авторов двухтомника «История народов Северного Кавказа» (1986—1988).
Под руководством Гарданова были защищены 19 кандидатских диссертаций, в том числе 3 — по культуре и быту осетин.

## Награды и признание
- Почётное звание «Заслуженный деятель науки Кабардино-Балкарской Республики»[1].
- Учёное звание действительного члена Музея народов СССР (1935)[7].